# Коминтерново
Коминтерново (укр. Комінтернове) / Пикузы (укр. Пікузи) — село, с 2020 года номинально входит в состав Сартанской поселковой общины Мариупольского района Донецкой области. До 2022 года населённый пункт находился в буферной зоне, разделяющей противоборствующие силы в Донбассе (см. Второе минское соглашение), оставаясь под фактическим контролем ДНР.

## География

### Соседние населённые пункты по сторонам света

#### Под контролем ВСУ
С: Павлополь
СЗ: Гнутово
З: Талаковка, Ломакино, Сартана
ЮЗ: Лебединское
Ю: Широкино, Бердянское (формально в «буферной зоне»)

#### Территории под контролем ДНР
В: Заиченко, Весёлое, Митьково-Качкари
ССВ: Октябрь
СВ: Куликово, Красноармейское
ЮВ: Ленинское, Безыменное
ЮЮВ: Саханка

## Общие сведения
Код КОАТУУ — 1423683001. Почтовый индекс — 87611. Телефонный код — 6296.

## Население
- 1976—494 чел.
- 2001—606 чел. (перепись)

## История
До 11 декабря 2014 года входило в Новоазовский район. В 2014 году село решением правительства Украины переподчинено Волновахскому району (см. Вооруженный конфликт на юго-востоке Украины).
14 июля 2016 года Верховная Рада Украины селу вернули историческое название Пикузы в рамках кампании по декоммунизации на Украине.

## Местный совет
87611, Донецкая область, Новоазовский район, с. Коминтерново, ул. Ахматовой, 27/2.